# Cena Jihomoravského kraje
Cena Jihomoravského kraje je ocenění, kterým Zastupitelstvo Jihomoravského kraje oceňuje vynikající zásluhy o rozvoj Jihomoravského kraje, hrdinské a jiné výjimečné činy osobností, které se na území kraje narodily, žijí nebo jsou s ním spojeny svým působením, jejichž život, dílo, činnost nebo jednání výrazným způsobem reprezentuje v určité oblasti Jihomoravský kraj a přispívá k jeho věhlasu a dobrému jménu, a které svými morálními kvalitami mohou být příkladem.
Cena se uděluje od roku 2004, zpravidla v měsíci říjnu, po rozhodnutí krajského zastupitelstva. 

## Nositelé a nositelky

### 2004
- Hana Zejdová (sport),
- Jan Dvořák (přírodní vědy)
- Vladislav Bláha (kultura),
- Miloslav Šnajdar (osobnost, jejíž dílo a činnost výrazným způsobem reprezentuje Jihomoravský kraj a přispívá k jeho věhlasu a dobrému jménu)
- David Kožuský in memoriam za hrdinský čin
- Jaroslav Gargula in memoriam za hrdinský čin[2]

### 2005
- Karel Kašpárek (osobnost, jejíž život a jednání výrazným způsobem reprezentuje Jihomoravský kraj a přispívá k jeho věhlasu a dobrému jménu)
- Zdeněk Pololáník (hudba)
- Šimon Ryšavý (literatura),
- Martin Voborný (za hrdinský čin)
- Josef Zimovčák (sport)[3]

### 2006
- Milena Flodrová (historické vědy)
- Richard Kania (lékařské vědy)
- Jiří Sehnal (hudební vědy)
- Yvetta Hlaváčová (sport)
- Vlasta Smutná a Jaroslav Smutný (kultura)
- Jiří Malášek (osobnost, jejíž život a jednání výrazným způsobem reprezentuje Jihomoravský kraj a přispívá k jeho věhlasu a dobrému jménu)
- Jaroslav Kratka (mezilidské vztahy)
- Václav Kolář (mládežnický sport)
- Marek Badalík (za hrdinský čin)[4]

### 2007
- Jiří Brauner (technický pokrok)
- Zdeňka Vrbová (hudba)
- Jiří Netík (výtvarné umění)
- Stanislav Krátký (osobnost, jejíž život a jednání výrazným způsobem reprezentuje Jihomoravský kraj a přispívá k jeho věhlasu a dobrému jménu)
- Vojtěch Vašíček (osobnost, jejíž život a jednání výrazným způsobem reprezentuje Jihomoravský kraj a přispívá k jeho věhlasu a dobrému jménu) [5]

### 2008
- Vladimír Kořístek (lékařské vědy)
- Antonín Vojtek (výtvarné umění)
- Bohumil Buček (kultura) in memoriam
- David Kostelecký (vrcholový sport)
- Věra Růžičková (celoživotní přínos v oblasti sportu)
- František Fráňa (mezilidské vztahy)
- Bohumil Lošťák (osobnost, jejichž život a jednání výrazným způsobem reprezentuje Jihomoravský kraj a přispívá k jeho věhlasu a dobrému jménu) [6]

### 2009
- Zdeněk Klanica (historické vědy)
- Dalibor Pacík (lékařské vědy)
- Miroslav Netík (výtvarné umění)
- Martin Hrbáč (hudba)
- Jan Kostrhun (literatura)
- Martin Barták (počin roku)
- Jiří Škrla (za přínos k hospodářskému rozvoji kraje)
- Ferdinand Vajgara a Růžena Kvapilová (za záchranu lidského života)[7]

### 2010
- Jan Kux (osobnost, jejíž život reprezentuje Jihomoravský kraj, přispívá k jeho věhlasu a dobrému jménu)
- Pavel Tobiáš (za záchranu lidského života)
- Bořivoj Dostál (historické vědy) in memoriam
- Stanislav Sedláček (výtvarník) (výtvarné umění)
- František Cundrla (výtvarné umění)
- Mojmír Čevela (architektura a urbanismus) in memoriam
- Václav Věžník (hudba)
- Stanislav Dušek (práce s mládeží)
- Pavlína Riglová (cena za aktivity spojené s pomocí zdravotně postiženým)[8]

### 2011
Ceny předal hejtman Michal Hašek 10. listopadu 2011 na zámku v Mikulově:
- Vladimír Drápal (osobnost, jejíž život reprezentuje Jihomoravský kraj, přispívá k jeho věhlasu a dobrému jménu)
- Karel Valoch (archeologie)
- Jan Čenský (mezilidské vztahy)
- Kateřina Smutná (historické vědy)
- Oldřich Rejnuš (výtvarné umění)
- Miroslav Štolfa (výtvarné umění)
- Josef Smýkal (výchova a vzdělávání)
- Karel Fuksa (filmová, divadelní a televizní tvorba)
- Erik Pardus (filmová, divadelní a televizní tvorba) in memoriam
- Alena Veselá (hudba)
- Luboš Holý (hudba) in memoriam
- Jaroslav Stávek (práce s mládeží)
- Zdeněk Růžička (vrcholový sport)
- Josef Šulc (cena za aktivity spojené s pomocí zdravotně postiženým)

### 2012
- Vladimír Králík (za záchranu lidského života)
- Lenka Soukalová (za záchranu lidského života)
- Miroslava Knapková (vrcholový sport)
- Ctibor Nečas (historické vědy)
- Jožka Černý (osobnost, jejíž život a jednání výrazným způsobem reprezentuje Jihomoravský kraj a přispívá k jeho věhlasu a dobrému jménu)
- Bohuslav Klíma (archeologie)
- Zdeněk Měřínský (archeologie)
- Miloš Štědroň (hudba)
- Zdeněk Rotrekl (literatura)
- Jan Poul (lékařské vědy)
- Jaromír Nečas (folklor)
- Tatiana Pálenská (folklor)
- František Jursa (za celoživotní přínos v oblasti sportu)
- Ivan Sedláček (hudba)
- Vratislav Kšica (práce s mládeží)

### 2013
- František Hejl (historické vědy)
- Josef Válka (osobnost, jejíž dílo a činnost výrazným způsobem reprezentuje Jihomoravský kraj a přispívá k jeho věhlasu a dobrému jménu )
- Jiří Malíř (rozvoj vědecké spolupráce mezi Rakouskem a Českou republikou)
- Reiner Kunze (za šíření dobrého jména a věhlasu Jihomoravského kraje v zahraničí a občanskou statečnost při hájení lidských práv a hodnot krásy a svobody)
- Marie Pachtová (folklor)
- Zdeňka Rotreklová (folklor)
- Jiří Pajer (archeologie)
- Eva Šlapanská (umění)
- Květoslava Klímová (mezilidské vztahy)
- Hana Ulrychová a Petr Ulrych (hudba)
- Erik Knirsch (hudba)
- František Pospíšil (práce s mládeží)
- Vítězslav Veselý (vrcholový sport)
- Ivo Mrázek (celoživotní přínos v oblasti sportu)
- Jan Smolík (celoživotní přínos v oblasti sportu)
- Květoslava Krejčířová (za záchranu lidského života)
- Jan Usnul (za hrdinský čin) in memoriam

### 2014
- Miroslav Liškutín (osobnost, jejíž dílo a činnost výrazným způsobem reprezentuje Jihomoravský kraj a přispívá k jeho věhlasu a dobrému jménu )
- Mojmír Šob (přírodní vědy)
- Jiří Kratochvíl (technické vědy)
- Vojen Drlík (literatura)
- Armin Delong (technické vědy)
- Aleš Kopka (folklor)
- Alois Mikulka (kultura)
- František Hanáček (kultura)
- Josef Borek (divadelní umění)
- Alena Chalupová (divadelní umění)
- Jaromír Hnilička (hudba)
- Jaroslav Martinásek (hudba)
- Miloslav Krejsa (hudba)
- Jan Gajdoš (celoživotní přínos v oblasti sportu) in memoriam
- Jiří Daler (celoživotní přínos v oblasti sportu)
- Iva Zajíčková-Stafová (celoživotní přínos v oblasti sportu)
- Jaroslav Bogdálek (celoživotní přínos v oblasti sportu)
- Miloslav Hlaváček (práce s mládeží)
- Martina Zbytková (za záchranu lidského života)
- Josef Němec (za hrdinský čin)
- František Halm (za aktivity spojené s pomocí zdravotně postiženým) [13]

### 2015
- David Bartoš (za hrdinský čin)
- Antonín Hrabec (za pomoc zdravotně postiženým a potřebným)
- Emil Boček (osobnost, jejíž dílo, činnost a jednání výrazným způsobem reprezentuje Jihomoravský kraj a přispívá k jeho věhlasu a dobrému jménu)
- Manfred Fass (osobnost, jejíž dílo, činnost a jednání výrazným způsobem reprezentuje Jihomoravský kraj a přispívá k jeho věhlasu a dobrému jménu)
- Ludvík Kolek (osobnost, jejíž dílo, činnost a jednání výrazným způsobem reprezentuje Jihomoravský kraj a přispívá k jeho věhlasu a dobrému jménu)
- Hana Portová (osobnost, jejíž dílo, činnost a jednání výrazným způsobem reprezentuje Jihomoravský kraj a přispívá k jeho věhlasu a dobrému jménu)
- Tomáš kardinál Špidlík (osobnost, jejíž dílo, činnost a jednání výrazným způsobem reprezentuje Jihomoravský kraj a přispívá k jeho věhlasu a dobrému jménu) - in memoriam
- Jiří Urban (osobnost, jejíž dílo, činnost a jednání výrazným způsobem reprezentuje Jihomoravský kraj a přispívá k jeho věhlasu a dobrému jménu)
- Miloš Stehlík (věda)
- Dušan Uhlíř (věda)
- Vojtěch Žampach (věda)
- Milivoj Husák (umění)
- Božena Krejčová (umění)
- Jarmila Lorencová (umění)
- Kateřina Tučková (umění)
- Karol Divín (sport)
- Vlastimil Bubník (sport), in memoriam
- Josef Masopust (sport), in memoriam [14]

### 2016
- Ladislava Hrdá (za pomoc zdravotně postiženým a potřebným)
- Helena Múčková a Josef Múčka (za pomoc zdravotně postiženým a potřebným)
- Marie Vítková (za pomoc zdravotně postiženým a potřebným)
- Josef Hypr (práce s mládeží)
- Božetěch Kostelka (práce s mládeží)
- Jiří Lysák (práce s mládeží), in memoriam
- František Němec (práce s mládeží)
- Emil Polák (práce s mládeží)
- Petr Fiala (osobnost, jejíž dílo, činnost a jednání výrazným způsobem reprezentuje Jihomoravský kraj a přispívá k jeho věhlasu a dobrému jménu)
- Jaroslav Koča (osobnost, jejíž dílo, činnost a jednání výrazným způsobem reprezentuje Jihomoravský kraj a přispívá k jeho věhlasu a dobrému jménu)
- František Nečas (osobnost, jejíž dílo, činnost a jednání výrazným způsobem reprezentuje Jihomoravský kraj a přispívá k jeho věhlasu a dobrému jménu)
- Jan Slabák (osobnost, jejíž dílo, činnost a jednání výrazným způsobem reprezentuje Jihomoravský kraj a přispívá k jeho věhlasu a dobrému jménu)
- Jiří Vítovec (osobnost, jejíž dílo, činnost a jednání výrazným způsobem reprezentuje Jihomoravský kraj a přispívá k jeho věhlasu a dobrému jménu)
- František Neuman (věda)
- Emil Paleček (věda)
- Šárka Pospíšilová (věda)
- Vlasta Svobodová (věda)
- Jitka Jakubcová - Jakšíková (umění)
- Valér Kováč (umění)
- Jan Šimíček (umění)
- František Hřebačka (folklor), in memoriam
- Čestmír Komárek (folklor)
- Jiří Mrenka (folklor)
- Miloš Hrazdíra (sport), in memoriam
- Ivo Koblasa (sport) [15]

### 2017
- Bohumil Robeš (za hrdinský čin)
- Vilém Koutník (práce s mládeží)
- Ladislav Černý (práce s mládeží)
- Zdeněk Doležel (za činnost, která výrazným způsobem reprezentuje Jihomoravský kraj)
- Miroslav Kasáček (za činnost, která výrazným způsobem reprezentuje Jihomoravský kraj)
- Bohumil Hlaváček (za činnost, která výrazným způsobem reprezentuje Jihomoravský kraj)
- Jaromír Hanák (za činnost, která výrazným způsobem reprezentuje Jihomoravský kraj)
- Zdeněk Novák (za činnost, která výrazným způsobem reprezentuje Jihomoravský kraj)
- Mojmír Bártek (umění)
- Miroslav Jandásek (sport)[16]

### 2018
- Jan M. Honzík (práce s mládeží)
- Lubomír Štefka (práce s mládeží)
- Karel Slach (za dílo, činnost nebo oblast jednání, které výrazným způsobem reprezentuje Jihomoravský kraj a přispívá k jeho věhlasu a dobrému jménu)
- Vladimír Šlapeta (za dílo, činnost nebo oblast jednání, které výrazným způsobem reprezentuje Jihomoravský kraj a přispívá k jeho věhlasu a dobrému jménu)
- Růžena Komosná (folklor)
- Marcela Slavíková a František Slavík (folklor)
- Eva Pilarová (umění/hudba)
- Hana Bubníková a Jiřina Langová (sport)

Poprvé byla zároveň udělena Cena hejtmana Jihomoravského kraje, kterou obdržela Věra Sosnarová (za dílo, činnost nebo oblast jednání, které významným způsobem reprezentuje Jihomoravský kraj a přispívá k jeho věhlasu a dobrému jménu) 

### 2019
- Tomáš Bábek (sport)
- Josef Černý (sport)
- Ivan Foletti (věda)
- Miroslav Klepáč (práce s mládeží)
- Anna Kománková (za dílo, činnost nebo oblast jednání, které výrazným způsobem reprezentuje Jihomoravský kraj a přispívá k jeho věhlasu a dobrému jménu)
- Jaroslav Vaculík) (věda)
- Františka Poláčková a Marie Švirgová (folklor)
- Bolek Polívka (umění)

Zároveň byla udělena Cena hejtmana Jihomoravského kraje, kterou obdržel dlouholetý starosta Dolních Louček Ladislav Tichý (za dílo, činnost nebo oblast jednání, které významným způsobem reprezentuje Jihomoravský kraj a přispívá k jeho věhlasu a dobrému jménu) 

### 2020
O udělení bylo rozhodnuto na zastupitelstvu 17. září 2020, předání bylo ohlášeno na 22. října, uskutečnilo se však až 28. června 2021 na zahradě brněnské vily Löw-Beer:
- Milan Appel – za práci s mládeží
- Erika Bezdíčková – za dílo, činnost nebo oblast jednání, které výrazným způsobem reprezentuje Jihomoravský kraj a přispívá k jeho věhlasu a dobrému jménu
- Alois Hudec – za přínos v oblasti sportu (in memoriam)
- Vladimír Jirčík – za přínos v oblasti folkloru
- František Kopecký – za dílo, činnost nebo oblast jednání, které výrazným způsobem reprezentuje Jihomoravský kraj a přispívá k jeho věhlasu a dobrému jménu
- Jan Machač – za dílo, činnost nebo oblast jednání, které výrazným způsobem reprezentuje Jihomoravský kraj a přispívá k jeho věhlasu a dobrému jménu
- Věra Mikulášková – za dílo, činnost nebo oblast jednání, které výrazným způsobem reprezentuje Jihomoravský kraj a přispívá k jeho věhlasu a dobrému jménu (in memoriam)
- Miroslava Neduchalová – za záchranu života
- Jiří Pospíšil – za přínos v oblasti sportu (in memoriam)
- Josef Svoboda – za dílo, činnost nebo oblast jednání, které výrazným způsobem reprezentuje Jihomoravský kraj a přispívá k jeho věhlasu a dobrému jménu
- Milan Uhde – za dílo, činnost nebo oblast jednání, které výrazným způsobem reprezentuje Jihomoravský kraj a přispívá k jeho věhlasu a dobrému jménu
- Anita a Stanislav Vyzinovi – za přínos v oblasti sportu

### 2021
Zastupitelstvo 4. listopadu 2021 rozhodlo o ocenění pro 11 osobností, slavnostní předání se uskutečnilo 4. června 2022 v Besedním domě v Brně, kdy byla předána i některá zbylá ocenění za rok 2020:
- Gustav Brom – za přispění k věhlasu a dobrému jménu Jihomoravského kraje (in memoriam)
- Vojtěch Cikrle – za přispění k věhlasu a dobrému jménu Jihomoravského kraje
- Jiří Fajkus – za přínos v oblasti vědy
- Jiří Helán – za přínos v oblasti hudby
- Petr Hrdlička – za přínos v oblasti sportu
- Vladimír Koudelka – za přispění k věhlasu a dobrému jménu Jihomoravského kraje
- Věra Kovářů – za přínos v oblasti folkloru
- Jiří Olšanský – za přínos v oblasti folkloru
- Jiří Pavlica – za přínos v oblasti umění
- Jiří Poláček – za přispění k věhlasu a dobrému jménu Jihomoravského kraje
- Lucie Šafářová – za přínos v oblasti sportu